# Ferrovia Suzzara-Ferrara
La ferrovia Suzzara-Ferrara è una linea ferroviaria in concessione che collega Suzzara, in provincia di Mantova, con Ferrara. È di proprietà della regione Emilia-Romagna.
La gestione dell'infrastruttura è di competenza di Ferrovie Emilia Romagna, mentre il servizio ferroviario è svolto da Trenitalia Tper.
La linea è a scartamento ordinario e a binario unico. La trazione è diesel nel tratto da Suzzara a Poggio Rusco ed elettrica (a 3000 V cc) da Poggio Rusco a Ferrara.

## Storia
| Tratta          | Inaugurazione    |
| --------------- | ---------------- |
| Sermide-Ferrara | 1º luglio 1888   |
| Suzzara-Sermide | 22 dicembre 1888 |

La ferrovia fu costruita grazie a un accordo fra le Province di Mantova e di Ferrara. Lo scopo della linea era quello di unire la città estense, posta lungo la ferrovia Padova-Bologna, a Suzzara, situata sulla Verona-Modena, passando per Poggio Rusco, che a quel tempo era solo una stazione in progetto della costruenda linea Verona-Bologna.
I finanziamenti furono ottenuti grazie alla legge 29 luglio 1879, n. 5002, e alla legge 5 giugno 1881. La concessione di costruzione ed esercizio della ferrovia fu affidata alla Provincia di Mantova con regio decreto 17 maggio 1883, n. 1433. L'ente locale subconcesse la prima all'impresa di Pietro Valentini di Mantova e Antonio Mazzorin di Milano, in seguito concessionaria delle tranvie Mantova-Asola e Mantova-Viadana, mentre la seconda fu subconcessa alla Società Anonima Ferrovia Suzzara-Ferrara (FSF), di cui per decenni, fino a metà degli anni venti del secolo XX, furono importanti azionisti la casa bancaria Zaccaria Pisa di Milano e gli stessi Valentini.
L'apertura della ferrovia avvenne in due momenti: il tronco da Suzzara a Sermide fu inaugurato il 1º luglio 1888, mentre quello tra Sermide-Ferrara fu avviato all'esercizio il 22 dicembre dello stesso anno. Il collaudo definitivo si svolse il 30 marzo 1889, mentre l'approvazione ministeriale fu pubblicata il 29 aprile 1895.
La linea era armata con rotaie Vignoles da 27 kg/m. Il progetto fu redatto dall'ing. Alessandro Perego, mentre la direzione dei lavori e le modifiche in corso d'opera spettarono all'ing. Giosuè Pensa. Le uniche differenze sostanziali del progetto di massima rispetto a quello effettivamente realizzato si trovano nei passaggi di San Benedetto Po e di Poggio Rusco. Nel primo caso si spostò la ferrovia per consentire la costruzione di una stazione che servisse meglio il centro abitato; il tronco Schivenoglia-Poggio Rusco-Magnacavallo, invece, fu riformulato nella prospettiva che la cittadina mantovana sarebbe divenuta stazione della Verona-Bologna.
Le prime dieci locomotive a vapore furono ordinate dalla Valentini-Mazzolin alla Maffei di Monaco di Baviera; furono suddivise in due gruppi, il primo fu denominato con nomi di città (Belfiore, Ferrara, Mantova, Sermide e Villafranca), mentre quelle del secondo erano indicate con nomi di fiumi (Mincio, Panaro, Po, Reno e Secchia). Svolsero il servizio assieme a 38 carrozze a terrazzini a due assi realizzate dalla Schweizerische Gesellschaft-Industrie (SIG) e decine di carri merci chiusi e aperti.
Dal 1902 il tratto da Ferrara a Porotto fu utilizzato dalla Ferrara-Modena della Società Veneta. In quell'anno la stazione della società veneta divenne anche fermata della linea ferroviaria FSF, una situazione che durerà fino alla dismissione della strada ferrata per Modena. Nel 1956 la stazione dismessa fu sostituita dal casello ferroviario ubicato nei pressi. L'edificio funse da fermata per la località fino alla sua definitiva soppressione, avvenuta nel 1976.
Agli inizi del XX secolo la FSF procedette al rinnovo del parco rotabile acquistando dalla Maffei quattro nuove locomotive battezzandole con nomi di poeti (Ariosto, Dante, Petrarca e Virgilio). Nel 1920 le necessità di trasporto di derrate agricole spinsero la FSF ad aprire la stazione di San Rocco Mantovano. Nel 1925 fu acquisita l'ultima locomotiva-tender della FSF, la Piave.
Durante il decennio degli anni trenta si aprì l'epoca delle automotrici. Tra il 1933 e il 1934 la FSF fu in trattative con la Ganz di Budapest per l'acquisto di automotrici a carrelli, ma poi la società ferroviaria - per motivi politici, ma anche per l'effettiva evoluzione dell'industria italiana - optò per una soluzione nazionale. Dopo aver valutato il funzionamento di un'automotrice a benzina sulla ferrovia Biella - Santhià, la dirigenza ordinò alla FIAT quattro automotrici a ciclo Diesel, le ALn 72, le prime due delle quali entrarono in funzione il 1º settembre 1936. In poco tempo le automotrici diesel sostituirono le locomotive a vapore nelle relazioni passeggeri, per cui alcune di esse furono vendute (Piave e Ariosto), mentre altre furono impiegate nel trasporto di merci fino agli anni sessanta, quando furono sostituite progressivamente con locomotori diesel. L'utilizzo della automotrici permise la nascita di una relazione diretta fra Mantova e Ferrara, gestita dalla FSF passando lungo la Mantova-Suzzara.
Negli anni trenta si aprirono le fermate di Ospitale di Bondeno e di Vallazza-Carbonara Po.
La sua importanza strategica fu rilevante durante la seconda guerra mondiale e subì diversi danni a causa degli scontri bellici con la distruzione di infrastrutture e rotabili. Probabilmente anche per la sua rilevanza, la sua ricostruzione fu rapida, consentendo un ripristino immediato dei servizi passeggeri. La FSF effettuò nuovi investimenti acquistando dalle Ferrovie dello Stato automotrici ALn 56.
Tra il dicembre 1957 e il febbraio 1958, la Commissione parlamentare delle finanze e del tesoro e quella dei trasporti approvarono una modifica alla Legge 2 agosto 1952, n. 1221, aumentando la sovvenzione chilometrica della linea. Le FSF poterono procedere all'ammodernamento della ferrovia saldando le rotaie da 27 kg/m e aumentando le traversine per sezione da 11 a 12. Furono inoltre acquistate dalla FIAT-OM cinque automotrici ALn 668 e quattro rimorchi Ln 664, dotate della caratteristica livrea giallo coloniale e verde lichene. I primi esemplari entrarono in funzione nel marzo 1959.
La società ferroviaria capì come la linea potesse rappresentare un'ottima direttrice di collegamento fra la pianura padana e la costa adriatica. Per questo motivo, dalla fine degli anni cinquanta, la utilizzò per i treni del mare: un servizio ferroviario diretto che, prima da Mantova, poi progressivamente da Cremona, Brescia/Verona e - dal 1970 - da Bergamo arrivava a Pesaro, passando per le località della riviera romagnola e marchigiana.
Poiché le nuove automotrici furono impiegate prevalentemente per i treni del mare e per le relazioni lunghe della FSF, negli anni settanta si procedette all'acquisto di ALn 556 da usare lungo la linea, in sostituzione delle ALn 72 e ALn 56.
Nel 1971 si ruppero alcune rotaie e l'Ispettorato compartimentale della motorizzazione civile e dei trasporti in concessione di Bologna dispose la sospensione dell'esercizio ferroviario sulla Ferrara-Suzzara e la sua sostituzione con autocorse. Come conseguenza del movimento dell'opinione pubblica che si rivelò contraria all'iniziativa, temendo la soppressione sulla falsariga della Ferrara-Modena, si optò per effettuare i lavori di sostituzione senza dover sospendere i servizi di trasporto. Tra il 1973 e il 1975 si procedette a sostituire le rotaie da 27 kg/m con rotaie UNI 36 poggianti su traversine in legno, per il tronco Suzzara-Poggio Rusco, e UNI 50 su traversine in cemento per il Poggio Rusco-Ferrara.
Nel 1985 la concessione della linea fu rilevata dal Ministero dei trasporti con decreto interministeriale del 9 dicembre e la società entrò in Gestione commissariale governativa. La nuova amministrazione proseguì nel rinnovamento del materiale rotabile e migliorò l'infrastruttura, rettificando il tracciato in certi punti, per renderlo più adatto alle moderne esigenze di traffico, ed elettrificando il tronco Poggio Rusco-Ferrara. Ora la velocità massima ammessa nella linea è di 120 km/h.
Nel 2002 la regione Emilia-Romagna decise di fondere la società di gestione FSF con le altre tre società che gestivano le linee in concessione della regione. L'esercizio della linea fu quindi stato affidato alla società nata alla conclusione di questo processo, la FER. A partire dal febbraio 2012 i servizi passeggeri sulla linea sono svolti da TPER, mentre FER mantiene la gestione dell'infrastruttura. Dal 1º gennaio 2020 il servizio ferroviario è passato in carico a Trenitalia Tper.
Nell'ambito del progetto di potenziamento del nodo ferroviario di Ferrara, è in costruzione un raccordo fra la linea Suzzara-Ferrara e le linee per Ravenna e Rimini e Codigoro, che permetterà ai treni merci in transito di evitare l'inversione di marcia nella stazione di Ferrara. Tuttavia nel febbraio 2013 tali lavori risultano parzialmente sospesi in attesa che siano autorizzate le varianti adeguanti le opere di interramento alle norme antisismiche e di sicurezza delle gallerie ferroviarie che sono state emanate in seguito al terremoto dell'Emilia del 2012.
Col cambio orario di dicembre 2022 è cessato il servizio passeggeri nelle fermate di San Rocco Mantovano, Vallazza-Carbonara Po e Zerbinate.
Dal 2022 sono in corso i lavori di elettrificazione del tratto tra Suzzara e Poggio Rusco con previsione di completamento entro fine 2024.
A Suzzara era attivo uno scalo merci a servizio dello stabilimento Iveco ex O.M. Carrozzeria, situato nelle vicinanze della stazione.

## Caratteristiche
| Continuation backward |

| Unknown route-map component "ABZg+l" | Unknown route-map component "CONTfq" |  |

| Station on track |

| Unknown route-map component "exKINTaq" | Unknown route-map component "eABZgr+l" | Unknown route-map component "exKINTeq" |  |  |

| Unknown route-map component "ABZgl" | Unknown route-map component "CONTfq" |  |

| Unknown route-map component "KINTaq" | Unknown route-map component "ABZg+r" |  |  |  |

| Unknown route-map component "eHST" |

| Unknown route-map component "SKRZ-Au" |

| Station on track |

| Small bridge over water |

| Station on track |

| Unknown route-map component "eDST" |

| Small bridge over water |

| Small bridge over water |

| Unknown route-map component "hKRZWae" |

| Station on track |

| Small bridge over water |

|  | Small bridge over water | Transverse water | Transverse water | Unknown route-map component "WASSER+r" |

|  | Small non-passenger station on track |  |  | Water |

|  | Station on track |  |  | Water |

|  | Unknown route-map component "xABZg2" | Unknown route-map component "STRc3" |  | Water |

|  | Unknown route-map component "exSKRZ-G2BUE" + Unknown route-map component "STRc1" | Unknown route-map component "RP2q" + Unknown route-map component "lMKRZq2+4u" + Unknown route-map component "STR2+4" | Unknown route-map component "STRc3" | Water |

|  | Unknown route-map component "exABZg+l" + Unknown route-map component "STRc2" | Unknown route-map component "exKSTReq" + Unknown route-map component "KINT3" + Unknown route-map component "STRc12" | Unknown route-map component "STR3+4" | Water |

|  |  | Unknown route-map component "xABZg+1" + Unknown route-map component "STRc2" | Unknown route-map component "ABZ3+1l" + Unknown route-map component "STRc4" | Unknown route-map component "LSTRq" + Unknown route-map component "STRc4" | Unknown route-map component "LWBRÜCKE1q" | Unknown route-map component "LCONTfq" |

|  | Unknown route-map component "ABZg+1" | Unknown route-map component "STRc4" |  | Water |

|  | Station on track |  |  | Water |

| Unknown route-map component "CONTgq" | Unknown route-map component "ABZgr" |  |  | Water |

|  | Station on track |  |  | Water |

|  | Small non-passenger station on track |  |  | Water |

|  | Unknown route-map component "WASSER+l" | Small bridge over water | Transverse water | Transverse water | Unknown route-map component "WABZql" | Unknown route-map component "uxWABZq+l" + Unknown route-map component "lGRZal" |

|  | Water | Straight track |  |  | Unknown route-map component "exBLf+l" | Unknown route-map component "uWASSER" + Unknown route-map component "lGRZ" + Unknown route-map component "PUMPSTNl" |

|  | Water | Straight track |  |  | Unknown route-map component "exlGIPlq" + Unknown route-map component "exBL" | Unknown route-map component "uWASSER" + Unknown route-map component "lGRZ" |

|  | Water | Unknown route-map component "xSHI2gl" | Unknown route-map component "BS2c3" |  | Unknown route-map component "exENDE@G" + Unknown route-map component "exGNDC" | Unknown route-map component "uWASSER" + Unknown route-map component "lGRZ" |

|  | Water | Unknown route-map component "exKRWl" + Unknown route-map component "BS2+l" | Unknown route-map component "exKRW+r" + Unknown route-map component "BS2c4" | Unknown route-map component "exKSTRaq" + Unknown route-map component "exKINTa" | Unknown route-map component "exKSTReq" + Unknown route-map component "exDST" | Unknown route-map component "uWASSER" + Unknown route-map component "lGRZ" |

|  | Water | Unknown route-map component "KRWgl" | Unknown route-map component "exSTR+l" + Unknown route-map component "KRWg+r" + Unknown route-map component "lENDE@G" | Unknown route-map component "exABZqr" | Unknown route-map component "exSTRr" | Unknown route-map component "uWASSER" + Unknown route-map component "lGRZ" |

|  | Water | Station on track | Unknown route-map component "ENDExe" |  |  | Unknown route-map component "uWASSER" + Unknown route-map component "lGRZ" |

|  | Water | Straight track | Unknown route-map component "KDSTxa" |  |  | Unknown route-map component "uWASSER" + Unknown route-map component "lGRZ" |

|  | Water | Unknown route-map component "KRWg+l" + Unknown route-map component "BS2c2" | Unknown route-map component "KRWgr" + Unknown route-map component "BS2r" |  |  | Unknown route-map component "uWASSER" + Unknown route-map component "lGRZ" |

|  | Water | Straight track + Unknown route-map component "KSTRe~L" + Unknown route-map component "lDST~L" | Straight track + Unknown route-map component "KSTRe~R" + Unknown route-map component "lDST~R" |  |  | Unknown route-map component "uWASSER" + Unknown route-map component "lGRZ" |

|  | Water | Unknown route-map component "KRWg+l" | Unknown route-map component "xKRWgr" |  |  | Unknown route-map component "uWASSER" + Unknown route-map component "lGRZ" |

|  | Water | Unknown route-map component "eKRWg+l" | Unknown route-map component "exKRWr" |  |  | Unknown route-map component "uWASSER" + Unknown route-map component "lGRZ" |

|  | Water | Station on track |  |  |  | Unknown route-map component "uWASSER" + Unknown route-map component "lGRZ" |

|  | Unknown route-map component "WASSERl" + Unknown route-map component "GRZaq" | Unknown route-map component "WBRÜCKE1+GRZq" | Unknown route-map component "WASSERq+GRZq" | Unknown route-map component "WASSERq+GRZq" | Unknown route-map component "WASSER+r" + Unknown route-map component "GRZq" | Unknown route-map component "uWASSER" + Unknown route-map component "lGRZTr" |

|  |  | Small non-passenger station on track |  |  | Water | Unknown route-map component "uWASSER" + Unknown route-map component "lGRZ" |

|  |  | Unknown route-map component "xSPLa" |  |  | Water | Unknown route-map component "uWASSER" + Unknown route-map component "lGRZ" |

|  |  | Unknown route-map component "BL2+4" + Unknown route-map component "MSTRc4" + Unknown route-map component "MSTRc2" + Unknown route-map component "xvSTR" + Unknown route-map component "lvHST@G-" + Unknown route-map component "exlv-HST@F" |  |  | Water | Unknown route-map component "uWASSER" + Unknown route-map component "lGRZ" |

| Unknown route-map component "+cd" | Unknown route-map component "cWASSERq" | Transverse water + Unknown route-map component "vBRÜCKE1-" + Unknown route-map component "exv-BRÜCKE1" | Transverse water | Transverse water | Unknown route-map component "WSHI1rq" + Unknown route-map component "WSPLal" | Unknown route-map component "WSPLe+r" + Unknown route-map component "uWASSER" + Unknown route-map component "lGRZ" |

|  |  | Unknown route-map component "xSPLe" |  |  |  | Unknown route-map component "uWASSERlf" + Unknown route-map component "lGRZel" |

| Unknown route-map component "KINTaq" | Unknown route-map component "ABZg+r" |  |  |  |

| Station on track |

| Unknown route-map component "WASSER+r" + Unknown route-map component "exv-STR+l" | Unknown route-map component "exINTq" | Unknown route-map component "eABZgr" |  |  |  |  |

| Water + Unknown route-map component "exv-STR" + Unknown route-map component "exlv-ENDE@F" + Unknown route-map component "exPUMPSTNr" |  | Straight track |  |  |  |  |

| Water | Unknown route-map component "KRW+l" | Unknown route-map component "KRWgr" |  |  |  |  |

| Water | Unknown route-map component "KDST2xe" | Straight track + Unknown route-map component "exSTRc3" |  |  |  |  |

| Water | Unknown route-map component "exSTRc1" | Unknown route-map component "eKRZ2+4" | Unknown route-map component "exSTRc3" |  |  |  |

| Water + Unknown route-map component "lMKRZu" + Transverse water | Transverse water | Unknown route-map component "hKRZWae" + Unknown route-map component "exSTRc1" | Unknown route-map component "exWKRZq+4u" |  |  |  |

| Water |  | Straight track + Unknown route-map component "exSTRc2" | Unknown route-map component "exHST3@g" |  |  |  |

| Water | Unknown route-map component "exSTRc2" | Unknown route-map component "eKRZ3+1" | Unknown route-map component "exSTRc4" |  |  |  |

| Water + Unknown route-map component "lMKRZu" + Transverse water | Unknown route-map component "exWKRZq+1u" | Small bridge over water + Unknown route-map component "exSTRc4" |  |  |  |  |

| Unknown route-map component "WASSERl" | Unknown route-map component "exWKRZq2u" | Small bridge over water + Unknown route-map component "exSTRc3" |  |  |  |  |

| Unknown route-map component "exSTRc1" | Unknown route-map component "eABZg+4" |  |  |  |

| Unknown route-map component "eHST" |

| Station on track |

| Unknown route-map component "exCONTgq" | Unknown route-map component "eABZg+r" |  |  |  |

| Unknown route-map component "eBHF" |

| Unknown route-map component "eHST" |

| Unknown route-map component "SKRZ-Au" |

| Unknown route-map component "exLKRW+l" | Unknown route-map component "exLKRWr" + Straight track |  |  |  |

| Unknown route-map component "CONTgq" | Unknown route-map component "exLSTR" + Unknown route-map component "lMKRZu" + Transverse track | Unknown route-map component "ABZg+r" |  |  |  |  |

| Unknown route-map component "exCONTgq" | Unknown route-map component "exLSTRr" + Unknown route-map component "exSTR2+r" | Straight track + Unknown route-map component "exSTRc3" |  |  |  |  |

| Unknown route-map component "CONTgq" + Unknown route-map component "exSTRc1" | Unknown route-map component "ABZ+rx4" + Straight track |  |  |  |

| Unknown route-map component "hKRZWae" |

| Unknown route-map component "ABZg+l" | Unknown route-map component "KDSTeq" |  |

| Station on track |

| Unknown route-map component "xABZgl" | Unknown route-map component "CONTfq" |  |

| Unknown route-map component "exCONTf" |

## Traffico
Dal 1º gennaio 2020 il servizio passeggeri è svolto da Trenitalia Tper lungo le seguenti relazioni interne:
- Suzzara-Ferrara;
- Sermide-Ferrara;
- Suzzara-Sermide;
- Suzzara-Rimini.

Nei giorni festivi il servizio ferroviario è sostituito da sei coppie di autocorse.
Il servizio Freccia Orobica è svolto da Trenitalia Tper nel periodo estivo e impiega il tratto Poggio Rusco-Ferrara.